# Gabriel Medina
Gabriel Medina (1975) és un director, guionista, assistent de direcció i continuista argentí nascut a Buenos Aires.

## Carrera
Va estudiar en la Universidad del Cine de San Telmo on va ser company de Mariano Llinás, Damián Szifron (amb qui treballaria a El fondo del mar) i Jazmín Stuart (co-protagonista de Los paranoicos), i el 1998 es va graduar com a director de cinema. El seu primer llargmetratge com a director va ser Los paranoicos (2008), on l'actor Daniel Hendler interpreta al seu alter ego.
El seu segon llargmetratge, La araña vampiro, va ser projectat i premiat en el Buenos Aires Festival Internacional de Cinema Independent en 2012. Dos anys més tard es va estrenar en el mateix festival el documental Sucesos intervenidos, on Medina va participar dirigint un dels 25 curtmetratges que componen el film. El seu següent llargmetratge com a director serà el documental El limón sobrevive a la tristeza, que mitjançant entrevistes conta les històries dels personatges relacionats amb la indústria de la llimona.

## Filmografia
Director
- Brisa fresca en el infierno (curtmetratge, 1995) - també escriptor
- Javo no murió (curtmetratge, 1997)
- Plaza Lavalle (documental curt, 1997/99)
- Pasión (documental basat en el cantant Rodrigo, 2000)
- Misterios Urbanos (sèrie de 26 documentals, 2004)
- Algo habrán hecho (sèrie de documentals, 2008)
- Los paranoicos (2008) - també escriptor
- La araña vampiro (2012) - també escriptor
- Sucesos intervenidos (2014)
- Bs. As. Bajo el Cielo de Orion (minisèrie, 2015)
- No tengas miedo (curtmetratge, 2018)[5]

Assistent de direcció
- Merengue (curtmetratge, 1995)
- El bonaerense (2002)
- El fondo del mar (2003) - segon assistent
- Historias breves IV: Más que el mundo (curtmetratge, 2004)
- Fase 7 (2010)
- La tercera orilla (2014)

Continuista
- Los guantes mágicos (2003)
- No sos vos, soy yo (2004)
- Igualita a mí (2010)
- La tercera orilla (2014)

Guionista
- La tercera orilla (2014)[6]
- Román (2018)[7]

Actor
- Los áridos (curtmetratge, 2019)[8]
- Las buenas intenciones (2019)[9]